# Viktor Schenkel
Viktor Schenkel (* 1954 in Brannenburg in Bayern) ist ein deutscher Schauspieler.

## Ausbildung
Viktor Schenkel absolvierte seine Schauspielausbildung von 1992 bis 1996 bei Peter Rickmann sowie bei Alexandra Riechert.

## Leben und Karriere
Schenkel wurde 1954 in Brannenburg geboren. Es folgten Auftritte im Fernsehen und im Kino u. a. in Japaner sind die besseren Liebhaber, Wiedersehen in Kronstadt, Mädchen, Mädchen 2, Sturm der Liebe, Um Himmels Willen, Die Rosenheim-Cops oder Hubert und Staller.

## Filmografie
- 1995: Japaner sind die besseren Liebhaber
- 1995: Anwalt Abel: Ein Richter in Angst
- 1996: Wiedersehen in Kronstadt
- 1996: Tatort: Schattenwelt
- 1997: Anwalt Abel: Das dreckige Dutzend
- 1997: SOKO 5113: Das Ritual – Erste Folge der Krimireihe
- 1997: Alle meine Töchter
- 1997: Aus heiterem Himmel
- 1998: Anwalt Abel: Ihre Zeugin, Herr Abel
- 2000–2003: Bei aller Liebe
- 2000: Einmal leben
- 2002: Um Himmels Willen
- 1999–2002: Café Meineid
- 2003: Der Bulle von Tölz: Strahlende Schönheit
- 2003: Mit Herz und Handschellen
- 2004: Mädchen, Mädchen 2
- 2005: Herbert & Schnipsi
- 2005: Die Rosenheim-Cops: Eine Leiche on the Rocks
- 2005: Der Bulle von Tölz: Ein erstklassiges Begräbnis
- 2007: Zwei Ärzte sind einer zu viel
- 2007: Polizeiruf 110: Jenseits
- 2007: Gipfelsturm
- 2007: Die unglaublichsten Geschichten der Welt
- 2008: Räuber Kneißl
- 2008: SOKO 5113: Die vergessenen Männer
- 2009: Für immer daheim
- 2009: Der Staat ist für die Menschen da
- 2010: Um Himmels Willen
- 2010: Die Posthalter Christl
- 2011: Die Trödelqueen: Gelegenheit macht Liebe
- 2012: Sturm der Liebe
- 2013: 24 Milchkühe und kein Mann
- 2017: Hubert und Staller
- 2018: Der Watzmann und seine Töchter